# هپشتدت
هپشتدت (به آلمانی: Hepstedt) یک شهر در آلمان است که در Tarmstedt واقع شده است. هپشتدت ۱٬۰۴۹ نفر جمعیت دارد.